# 불릿 조 부시
레슬리 앰브로즈 "불릿 조" 부시(Leslie Ambrose "Bullet Joe" Bush, 1892년 11월 27일 ~ 1974년 11월 1일)는 미국의 전 프로 야구 선수로, 1910년대와 1920년대에 메이저 리그 베이스볼 (MLB)에서 투수로 활약하였다. 17시즌 동안 필라델피아 애슬레틱스, 보스턴 레드삭스, 뉴욕 양키스, 세인트루이스 브라운스, 워싱턴 세너터스, 피츠버그 파이리츠, 뉴욕 자이언츠 등지에서 뛰었다. 통산 488경기에 출전해 3085⅓이닝을 던지며 196승 184패, 225완투, 35완봉, 3.51의 평균자책점을 기록하였다.